# Старая Чесноковка
Старая Чесноковка — село в Исаклинском районе Самарской области в составе сельского поселения Ключи.

## География
Находится на расстоянии примерно 14 километров на запад-северо-запад от районного центра села Исаклы.

## Население
Постоянное население составляло 223 человек (русские 84%) в 2002 году, 174 в 2010 году.